# Alice et la pâtisserie des merveilles
Alice et la pâtisserie des merveilles (Alice's Wonderland Bakery) est une série télévisée d'animation américaine en 14 épisodes de 22 minutes, créée par Chelsea Beyl et diffusée à partir du 9 février 2022. 
Cette série est basée sur le film d'animation Alice au pays des merveilles (1951) et les livres de Lewis Carroll.
En France, la série est diffusée à partir du 4 juin 2022 sur Disney Junior.

## Synopsis
Alice, arrière-petite-fille de l’héroïne du dessin animé Disney, hérite de son livre de cuisine et devient responsable de la boulangerie du pays des merveilles. À l'aide de ses amis, ils préparent des pâtisseries gourmandes. Les protagonistes partagent des valeurs communes : partage, générosité, acceptation des différences...

## Distribution

### Voix originales
- Libby Rue : Alice
- CJ UY : Hattie
- Eden Espinosa : Reine de cœur
- Jack Stanton : Fergie
- Secunda Wood : Cookie
- Abigail Estrella : Rosa
- Audrey Wasilewski : Dinah
- Max Mittelman : Chat du Cheshire
- Ana Gasteyer : Kiki

### Voix françaises
- Alayin Dubois : Alice
- Ulysse Carlier : Chapi
- Jim d'Oultremont : Fergie
- Nancy Philippot : Rosa
- Cécile Florin : Cookie
- Fabian Finkels : Chat de Cheshire
- Sophie D'Hondt : Kiki

- Version française
  - Société de doublage : Dubbing Brothers
  - Direction artistique : Aurélien Ringelheim
  - Adaptation des dialogues : Virginie Lainé, Patrick Waleffe

## Production

### Fiche technique
- Titre original : Alice's Wonderland Bakery
- Titre français : Alice et la pâtisserie des merveilles
- Réalisation : Chelsea Beyl, Nathan Chew
- Scénario : Chelsea Beyl, Lisa Kettle
- Musique : Matthew Margeson
- Direction artistique : Frank Montagna
- Son : Todd Araki
- Montage : Maria Estrada
- Casting : Julia Pleasants, Brian Mathias
- Production : Ciara Anderson
- Sociétés de production : Disney Television Animation
- Sociétés de distribution : Walt Disney Television
- Pays d'origine :  États-Unis
- Langue originale : anglais
- Format : couleur - HDTV - 16/9 - Dolby Digital 5.1
- Genre : Série d'animation, Aventure, Comédie
- Nombre de saisons : 1
- Nombre d'épisodes : 18
- Durée : 22 minutes
- Dates de première diffusion :
  - États-Unis : 9 février 2022
  - France : 4 juin 2022

### Diffusion internationale
La série est diffusée sur Disney+ dans certains pays.

## Épisodes
| Saison | Saison | Épisodes | États-Unis      | États-Unis    | France          | France        |
| Saison | Saison | Épisodes | Début de saison | Fin de saison | Début de saison | Fin de saison |
| ------ | ------ | -------- | --------------- | ------------- | --------------- | ------------- |
|        | 1      | 18       | 9 février 2022  | NC            | 4 juin 2022     | NC            |

### Saison 1 (2021 - 2022)
| No | #  | Titre français                                                   | Titre original                                       | Diffusion originale | Code prod. |
| -- | -- | ---------------------------------------------------------------- | ---------------------------------------------------- | ------------------- | ---------- |
| 1  | 1  | Un joyeux non-anniversaire / Pique-nique entre amis              | Unforgettable Unbirthday / Picnic for One            | 9 février 2022      | 101        |
| 2  | 2  | Le gâteau surprise / Trop de tourte                              | Try Again Tart / Pie Pressure                        | 10 février 2022     | 102        |
| 3  | 3  | La vie de palais / Un souvenir royal                             | No Palace Like Home / A Royal Remembrance            | 11 février 2022     | 103        |
| 4  | 4  | Les boutons de rose / Dans la forêt de Tulgey                    | Alice's Stormy Afternoon / Into the Tulgey Wood      | 18 février 2022     | 104        |
| 5  | 5  | Le granola des gallymoggers / Les raisins de la discorde         | Gallymoggers Granola / Sour Grapes                   | 25 février 2022     | 105        |
| 6  | 6  | Le jour de congé de Cookie / Une image parfaite                  | Cookie's Day Off / Picture Furfect                   | 4 mars 2022         | 106        |
| 7  | 7  | La course aux commandes / Grande aventure pour petite fille      | Order Up! / Teeny-Tiny Venture                       | 11 mars 2022        | 107        |
| 8  | 8  | Une autre Alice / Fergie joue au palais                          | Another Alice / Fergie Plays the Palace              | 18 mars 2022        | 108        |
| 9  | 9  | Un dilemme de dodo / Une reine agitée                            | Dodo Dilemma / Horsin' Around                        | 25 mars 2022        | 109        |
| 10 | 10 | Un plat ancestral / Le gâteau Dedans-Dehors                      | Potato Potahto / Hattie's Inside-out Cake            | 1er avril 2022      | 110        |
| 11 | 11 | Un vent de folie / Prendre soin d'un Jabberwocky                 | Easy Breezy / Walk the Jabberwock                    | 8 avril 2022        | 111        |
| 12 | 12 | La grande fresque / La preuve est dans le pudding                | Roamin' Holiday / The Proof is in the Pudding        | 15 avril 2022       | 112        |
| 13 | 13 | La guerre du goûter / La fête Jojo                               | A Royally Mad Tea Party / Jojo's Bye-Bye Party       | 29 avril 2022       | 113        |
| 14 | 14 | Fergie fait ses preuves / Qui vient pour le goûter ?             | Fergie Suits Up / Look Who's Knocking                | 13 mai 2022         | 114        |
| 15 | 15 | Un mélange spécial / La Princesse et le Lièvre                   | A Special Blend / The Princess and the Hare          | 10 juin 2022        | 115        |
| 16 | 16 | Tweedle-oui et Tweedle-non / Mariage au pays des merveilles      | Meet the Tweedles / A Very Wonderland Wedding        | 1er juillet 2022    | 116        |
| 17 | 17 | Bulles et quenottes / Le mélange des cartes                      | Bubbling Over / The Card Guard Shuffle               | 5 août 2022         | 117        |
| 18 | 18 | Le dilemme de Dame Rose / Double Dinah                           | A Rose Between Two Thorns / Double Dinah             | 12 août 2022        | 118        |
| 19 | 19 | Les choux à la crème des champions / La cueillette du Tourpignon | Cream Puffs of Champions / Fluffle Kerfuffle         | 2 septembre 2022    | 119        |
| 20 | 20 | La chaussure-chapeau / Cookie, reine des livres                  | If the Shoe Hat FitsCookie is Booked                 | 7 octobre 2022      | 120        |
| 21 | 21 | Noël au pays des merveilles                                      | The Gingerbread Palace                               | 29 novembre 2022    | 121        |
| 22 | 22 | Qu'est-ce qui fait un chapelier ? / La catastrophe de Cheshire   | It's the Hatter that Matters/Cheshire's Cat-Astrophe | 13 janvier 2023     | 122        |
| 23 | 23 | La Reine Alice / Kuku, surprise !                                | Queen Alice/A Kuku Surprise                          | 17 février 2023     | 123        |
| 24 | 24 | La cave aux légumes / Alice la perfectionniste                   | Back to the Root/Alice the Piefectionist             | 17 mars 2023        | 124        |
| 25 | 25 | Un rayon de soleil / Une pizza royale                            | Sunny-Side-Up/A Supreme Pizza Problem                | 31 mars 2023        | 125        |